# John Onaiyekan
John Olorunfemi Onaiyekan (Kabba, 29 januari 1944) is een Nigeriaans geestelijke en een kardinaal van de Rooms-Katholieke Kerk.
Onaiyekan werd op 3 augustus 1969 priester gewijd. Op 10 september 1982 werd hij benoemd tot hulpbisschop van Ilorin en tot titulair bisschop van Thunusuda; zijn bisschopswijding vond plaats op 6 januari 1983. Op 20 oktober 1984 werd hij benoemd tot bisschop van Ilorin.
Op 7 juli 1990 werd Onaiyekan benoemd tot bisschop-coadjutor van Abuja; hij was tevens tot maart 1992 nog apostolisch administrator van Ilorin. Op 28 september 1992 volgde hij als bisschop Dominic Ekandem op, die met emeritaat was gegaan. Toen het bisdom Abuja in 1994 werd omgezet in een aartsbisdom, werd Onaiyekan hiervan de eerste aartsbisschop-metropoliet.
Onaiyekan was tevens van 2000 tot 2006 president van de Nigeriaanse bisschoppenconferentie, van 2001 tot 2009 president van de vereniging van bisschoppenconferenties in Engelssprekend westelijk Afrika, en van 2003 tot 2007 president van de vergadering van bisschoppenconferenties in Afrika en Madagascar.
Onaiyekan werd tijdens het consistorie van 24 november 2012 kardinaal gecreëerd. Hij kreeg de rang van kardinaal-priester. Zijn titelkerk werd de San Saturnino. Hij nam deel aan het conclaaf van 2013.
Op 9 november 2019 ging Onaiyekan met emeritaat. Op 29 januari 2024 verloor hij - in verband met het bereiken van de 80-jarige leeftijd - het recht om deel te nemen aan een toekomstig conclaaf. 
- Gemeinsame Normdatei: 1052900909
- International Standard Name Identifier: 0000 0000 4477 5183
- Library of Congress Control Number: no2003113092
- Virtual International Authority File: 71090011
- WorldCat: E39PBJhmMFGCRr8kKfcyjty8G3